# 下宮村
下宮村（しもみやむら）は、かつて岐阜県安八郡に存在した村である。
現在の安八郡神戸町南東部、揖斐川西岸、平野井川北岸の地域である。

## 歴史
- 江戸時代末期、この地域は美濃国安八郡であり、尾張藩領、大垣藩領であった。
- 1897年（明治30年）4月1日 - 神戸町の一部（下宮・新屋敷）と落合村、柳瀬村、瀬古村、斎田村が合併し発足。
- 1954年（昭和29年）4月1日 - 神戸町、南平野村の一部と合併し、改めて神戸町が発足。同日下宮村廃止。

## 学校
- 下宮村立下宮小学校（現・神戸町立下宮小学校）
- 安八郡学校組合立神戸中学校（現・神戸町立神戸中学校）